# Wie gut, daß es Maria gibt
Wie gut, daß es Maria gibt ist eine Familienserie, die 1989 und 1990 produziert und gedreht wurde. Die Erstausstrahlung erfolgte am 25. September 1990 im ZDF.

## Drehorte
Als Drehorte dienten die Berliner Heilige-Familie-Kirche in Lichterfelde, die Stephanuskirche in Zehlendorf, das Viertel um die Moltkestraße in Lichterfelde-West, die Matthäuskirche in Steglitz und der Gewerbehof Lübarser Straße in Wittenau (als Sitz der Firma Gnekow).
Weitere Dreharbeiten fanden in Rom sowie in Österreich im Ort Lilienfeld und in Ungarn statt.

## Ausstrahlung
Der Pilotfilm wurde am 25. September 1990 im ZDF ausgestrahlt. Die erste Staffel lief bis zum 20. Dezember 1990. Die zweite Staffel wurde ab dem 24. September 1991 ausgestrahlt.
1992 und 1994/1995 wiederholte das ZDF beide Staffeln. Im Jahr 1996 lief die Serie auch bei RTL 2 sowie 2001 erneut im ZDF. In den Jahren 2002 und 2003 wurde sie auf B.TV ausgestrahlt. Im Jahr 2016 wurde die Serie erstmals auf ZDFkultur wiederholt.

## Inhalt
Protagonistin der Serie ist die Nonne Maria, welche mit ihren modernen und oftmals der Kirchenmeinung widersprechenden Ansichten immer wieder aneckt. Sie ist herzensgut und hat für jeden ein offenes Ohr. Maria ist glücklich mit ihrem Leben als Nonne, bis sie sich verliebt und vor der Frage steht, für die Liebe ihr bisheriges Leben aufzugeben.

## Episodenliste

### Staffel 1
- Folge 1: Die Berufung
- Folge 2: Aller Anfang ist schwer
- Folge 3: Die Pilgerquote
- Folge 4: Gefallene Engel
- Folge 5: Die Festschrift
- Folge 6: Geburtshilfe
- Folge 7: … der werfe den ersten Stein
- Folge 8: Natalka
- Folge 9: Johannes wird Vater
- Folge 10: Soll und Haben
- Folge 11: Der Täufling
- Folge 12: Eine Chance für Ewald
- Folge 13: Der Zweck heiligt die Mittel
- Folge 14: Wer wagt, gewinnt

### Staffel 2
- Folge 15: Fanfarenstoß der Liebe
- Folge 16: Johannes der Büßer
- Folge 17: Eskimos sind glücklich
- Folge 18: Palais d’amour
- Folge 19: Ein Haar in der Suppe
- Folge 20: Der traurige Samariter
- Folge 21: Die Elster aus Ungarn
- Folge 22: Das Wort zum Sonntag
- Folge 23: Eine Kirche auf Rädern
- Folge 24: Fan-Post
- Folge 25: Eine Nonne mit Kreuzer
- Folge 26: Die Prüfung
- Folge 27: Abschied